# Белафер
Белафер (фр. Bellaffaire) насеље је и општина у Француској у региону Прованса-Алпи-Азурна обала, у департману Горњопровансалски Алпи која припада префектури Форсалкје.
По подацима из 2011. године у општини је живело 147 становника, а густина насељености је износила 11,2 становника/km². Општина се простире на површини од 13,12 km². Налази се на средњој надморској висини од 845 метара (максималној 1.597 m, а минималној 717 m).

## Демографија
| 1962. | 1968. | 1975. | 1982. | 1990. | 1999. | 2011. |
| ----- | ----- | ----- | ----- | ----- | ----- | ----- |
| 158   | 165   | 135   | 116   | 123   | 142   | 147   |

График промене броја становника у току последњих година